# Hematoxilină

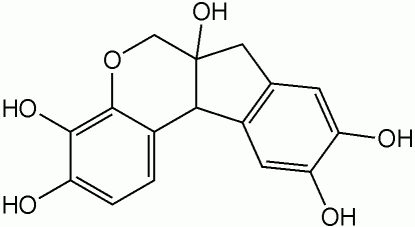
Haematoxylin

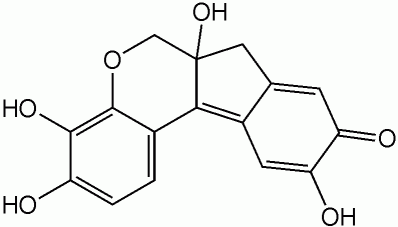
Haematein

Haematoxilina, hematoxilin, Negru Natural 1, or C.I. 75290 , este colorantul extras din arborele Haematoxylum campechianum (lemn colorat). Prin oxidare  se transformă în hemateină , un compus cu o colorație albastru-violet intensă. Aceasta este utilizată împreună cu un mordant (de regula săruri de fier divalent Fe(III) sau aluminiu Al(III))) pentru colorarea nucleelor celulelor. Componentele celulare care se colorează cu hematoxilină poartă denumirea de compus bazofilic.

## Soluții de colorare
Soluții de colorare folosesc ca mordanți  săruri de Al și săruri de Fe:
Cu mordant sare de aluminiu colorațiile histopatologice au o culoare alb-albăstruie, în timp ce sărurile de Fe dau o colorație.

### Soluția Al-hematoxilină
Soluția care colorează nucleele în albastru (culoare ce virează în roșu la contactul cu un acid)este un amestec bicomponent: soluția Ehrlich-hematoxilin  și soluția Harris-hematoxilin. Alaunul sau sulfatul dublu de aluminiu și potasiu utilizat ca mordant are o reacție alcalină la contactul cu apa, rezultatul fiind formarea Al(OH)3.În prezența unui exces de acid hidroxidul de aluminiu nu se mai poate forma (impediment major al soluției Al -hematoxilină). Din acest moment soluția devine roșie.Pe parcursul colorării Al-hematoxilină ce colorează secțiunile trece în soluție alcalină pentru neutralizarea grupărilor OH libere formând în final un complex insolubil de Al-Hematie , de culoare albastră.Atunci când apa utilizată nu este destul de alcalină se utilizează NaHCO3(carbonat acid de sodiu)și MgSO4(sulfat de magneziu).

### Soluția de Fe-hematoxilină
Sunt utilizate 2 soluții : Weigert ( soluție amoniacală de clorură ferică) și Heidenhein (alaun de fier) ambele utilizate ca mordanți.